# T.I.
T.I. (티아이, 본명: Clifford london Tyrone ivy., 1980년 9월 25일 ~ )는 미국의 랩가수 겸 싱어송라이터, 프로듀서, 배우이며, '그랜드 허슬 레코드'의 사장이다. 루다크리스와 비프가 있었으나 화해했다.

## 데뷔
그는 어렸을 때 조지아주, 애틀랜타 등지에서 거주했으며 닉네임은 'Tip'이라고 불렸다. T.I.는 랩퍼로서의 이름으로 T.I.를 쓴다.이는 래퍼 Q-Tip을 존경하는 의미에서 tip을 t.i.로 줄인 것이다. 그는 2001년에 'I'm Serious'라는 앨범으로 데뷔한다. 앨범에는 'Neptunes', 제이-지, Young Blooz 등이 참여했으나 아쉽게도 그다지 큰 성적을 거두진 못한다.

## 성공
2003년에 두 번째 앨범 《Trap Muzik》이 발매되었다. 미국 내에서 첫주에만 109,000 장이 팔리고 "24s", "Be Easy", "Rubberband Man", "Let's Get Away" 등을 싱글로 내보이면서 꽤나 큰 성적을 얻게 된다. 앨범에는 8Ball & MJG, 카니예 웨스트 등이 참여했다. 그리고 2004년에 발매한 세 번째 앨범 《Urban Legend》는 'Bring Em Out'을 시작으로 'U Don't Know Me','ASAP'으로 빌보드 랩 & 알엔비 차트 18위 ,영국 차트 35위로 오르면서 화려하게 성공했다.또한"ASAP"/"Motivation". However, "Motivation"등의 뮤직비디오 또한 미국 알엔비 & 랩 차트 62위를 하게 된다.2006년 그래미 어워드에서 베스트 힙합솔로 상을 받게 되고,'Destiny's Child'의 'Solider'에 릴 웨인과 같이 참여하며,베스트 콜라보래이션 대상을 수여받았다.

## 성공의 지속
4번째 앨범《King》은 2006년에 발매됐으며, 첫 주에만 522,200장이 팔렸으며, "What You Know," "Why You Wanna," "Live in the Sky," "Top Back Remix"가 성공하며, 그래미 어워드에서 또 한번 베스트 힙합 솔로 가수 상을 수여받는다. 또한 저스틴 팀버레이크에 곡 "My Love"에 참여하며 49번째 그래미 어워드에서 최고의 콜라보레이션 상을 수여받는다. 그럼으로써 그는 남부힙합의 제왕이라는 칭호를 얻게 된다. 2007년 7월 3일에는 5번째 앨범 《T.I VS T.I.P》를 발매한다. 앨범에는 에미넴, Jay-z,Nelly,버스타 라임즈 등이 참여했고,
"Big Things Poppin"이 빌보드 싱글 차트에서 좋은 성적을 거둔다.

## Paper Trail
2008년 6번째 앨범 《Paper Trail》이 발매됐다. 8월부터 그는 "No Matter What","Swing Ya Rag", "Whatever You Like,"을 싱글로 발표하면서 빌보드 차트 1위를 하게 된다. "Live Your Life Feat Rihanna"는 정규앨범 발매후 싱글로 발표됐으며, 빌보드 차트 80위에서 1위로 뛰어오르며, 큰 성공을 거둔다.
미국에서 약 300만 장을 팔았으며, 2008년 힙합 명반으로 기록됐다.
2009년 총기 소지죄로 6개월간 복역했으며 2010년 3월 26일 출소했다.

## No Mercy
2010년 출소후 새 앨범 King Uncaged를 준비하고 있었다.
그 후 새로운 싱글 앨범 "I'm Back" 이 3월 8일 2010년에 발매되었다.
T.I.는 출소 하였으나 다시 마약을해 도핑테스트에 걸려 다시 감옥에 들어갔다.
그래서 앨범 'King Uncaged'는 'No Mercy'로 제목이 바뀌었으며 넵튠스가 프로듀싱하고 크리스 브라운이 피쳐링한 Get Back Up을 뮤직비디오와 함께 첫 싱글로 발매하였다.
앨범은 12월 7일날 발매하였다. 카니예 웨스트, 에미넴, 크리스 브라운, 키드 커디 등이 참여하였다.

## Trouble Man: Heavy Is The Head
2012년 12월 그는 Trouble Man : Heavy Is The Head를 발표한다. 앞서 그는 릴 웨인과 같이 작업한 'Ball'을 싱글로 먼저 발표했었는데, 반복되고 중독성 있는 후렴구가 특징이다. 그 외에 앨범 작업에 핑크, 안드레 3000, 에이콘, 씨 로 그린 등이 참여했다.

## 앨범
1. I'm Serious (2001년)
2. Trap Muzik (2003년)
3. Urban Legend (2004년)
4. King (2006년)
5. T.I. vs. T.I.P. (2007년)
6. Paper Trail (2008년)
7. No Mercy (2010년)
8. Trouble Man : Heavy Is The Head (2012년)
9. Paperwork (2014)
10. Paperwork : The Return (TBA)
11. Paperwork : Love and Liability (TBA)

## 출연

### 드라마
- The O.C. (2005), himself
- Punk'd (2005), himself
- Entourage (2008)

### 영화
- ATL (2006), 라샤드 스완
- 아메리칸 갱스터 (2007), 스티브 루이스
- For Sale (2008), 오마르 버제스
- 분노의 질주: 더 오리지널 (2009), 트로이
- Takers (2010), 고스트
- 앤트맨 (2015), 데이브
- 슬립리스: 크리미널 나이트 (2017), 션
- 앤트맨과 와스프 (2018), 데이브
- 크리스탈 (2018)